# Vilasantar
Vilasantar – gmina w Hiszpanii, w prowincji A Coruña, w Galicji, o powierzchni 59,22 km². W 2011 roku gmina liczyła 1368 mieszkańców.